# 파생 하우스
점성술에서 파생(派生) 하우스(derivative house)는 출생인의 다른 개인과 관계되는 한 하우스의 관심사를 묘사한다. 천궁도에서 두번째 하우스는 출생인의 돈과도 연관된다는 식으로 모든 하우스는 특정한 지위를 갖는다. 천궁도에서 네 번째 하우스는 부모를 뜻한다는 식으로 모든 하우스는 출생인이 알고 있는 특정한 사람과도 관계된다. 그러므로, 각각의 하우스가 출생인이 알고 있는 한 사람을 의미하며 각각의 하우스가 그 하우스의 특정 영역을 관할한다면, 파생 하우스는 의뢰인이 알고 있는 한사람의 특정 영역을 관할한다.
하우스의 일부 지위는 다음과 같다.:
- 첫 번째 하우스는 출생인의 얼굴 모습과 버릇, 외적 인격, 생존 기술 그리고 시작과 관련된다.
- 두 번째 하우스는 출생인의 개인적 개인적 금전에 대한 태도, 동산 그리고 물질적 가치에 관련된다.
- 세 번째 하우스는 출생인의 초등 교육과 이웃, 형제자매, 매일의 연락, 짧은 여행 그리고 동료와 관련된다.
- 네 번째 하우스는 출생인의 가정 생활과 안전, 양육 문제, 유전적 특징, 삶의 후기 상황 그리고 안식처와 관련된다.
- 다섯번째 하우스는 출생인의 휴일과 낭만, 창의성, 생식성, 여가, 예술 활동을 수반하는 것, 그리고 자녀와 관련된다.
- 여섯번째 하우스는 출생인의 일일 의무와 주 소득원, 일, 제사, 의류 봉사, 은신처 그리고 음식과 관련된다.
- 일곱번째 하우스는 출생인의 개인적인 일대일 대면, 장기간의 그리고 헌신적인 계약된 동반자, 하급 법원의 견지와 관계된다.
- 여덟번째 하우스는 출생인의 성생활, 금전과 자산의 공유, 세금, 생사의 문제, 갱생, 숨은 영역 그리고 비밀과 관련된다.
- 아홉번째 하우스는 출생인의 대학 교육과 윤리, 도덕성, 철학, 외국 연락과 연관되며, 보편적 진리와 사법관과도 연관된다.
- 열번째 하우스는 출생인의 직업과 목표, 공적 평판, 권위에 대한 태도, 부모상 그리고 상사과 관련된다.
- 열한번째 하우스는 출생인의 희망과 바람, 단체적 노력, 과학 기술 그리고 인권과 관련된다.
- 열두 번째 하우스는 출생인의 업보적 문제와 신경증, 영성, 숨은 적, 보호 시설, 도피를 나타낸다.

천궁도의 각각의 하우스에 근거하는 사람들은 다음과 같다.:(순간 점성술)
- 첫 번째 하우스는 의뢰인이다.
- 두번째 하우스는 은행의 지점장이나 사장과 같이 출생인의 금전과 재산을 관리하는 사람이다.
- 세 번째 하우스는 이웃과 동배 집단의 친구, 학우, 형제자매, 인쇄기 그리고 교사와 관련된다.
- 네 번째 하우스는 가족 구성원과 매우 종종 어머니, 부동산 중개업자, 계보학자와 관련된다.
- 다섯 번째 하우스는 출생인이 연애하거나 끌리는 사람과 가르치는 아이나 사람 그리고 놀이 친구와 관련된다.
- 여섯번째 하우스는 동료와 이모나 삼촌, 점원, 커피점의 주인이나 고용인, 호텔 경영자, 수의사 그리고 본초학자와 관련된다.
- 일곱번째 하우스는 협동자와 배우자, 가까운 친구나 공개된 적수, 상담사, 의사, 자문가, 법무관과 관련된다.
- 여덟번째 하우스는 세금과 보험 대리점, 장의사, 재산관리인, 통찰력, 성교 상대 그리고 위기에 처한 사람과 관계된다.
- 아홉번째 하우스는 신학자와 스승, 조언자, 지도자, 동행, 외국 연락, 교수, 재판관, 출판사와 관련된다.
- 열번째 하우스는 고용주, 권위자, 정치인, 독재적 부모, 상사, 외모 자문가와 관련된다.
- 열한번째 하우스는 출생인의 단체 동료, 기술자, 과학자, 노조원 인권 운동가와 관련된다.
- 열두 번째 하우스는 병원과 교도소의 노동자, 비밀의 적, 성직자, 약물 상담가나 공급자와 관련된다.

위와 같이 천궁도에서 하우스의 관할과 사람들을 알게 되면, 파생 하우스를 결정하는 과정은 비교적 간단하다. 예를 들어, 출생인의 남편은 출생인의 천궁도의 일곱번째 하우스에서 알게 된다.:
- 일곱번째 하우스는 출생인의 배우자의 첫 번째 하우스이며 성격이다.
- 여덟번째 하우스는 출생인의 배우자의 두 번째 하우스이며 배우자의 금전과 관계된다.
- 아홉번째 하우스는 출생인의 배우자의 세 번째 하우스이며 배우자의 이웃과 학우, 형제자매 그리고 동료와 관계된다.
- 열번째 하우스는 출생인의 배우자의 네 번째 하우스이며 배우자의 유전적 특징, 가정 생활 그리고 양육 그리고 시어머니나 장모와 관계된다.
- 열한번째 하우스는 출생인의 배우자의 다섯 번째 하우스이며 배우자의 사랑, 자녀, 의붓자식, 기쁨 그리고 여가 활동과 관계된다.
- 열두 번째 하우스는 출생인의 배우자의 여섯번째 하우스이며 배우자의 업무 환경, 식사 문제, 의복 그리고 주택과 관계된다.
- 첫 번째 하우스는 출생인의 배우자의 배우자이며 그러므로, 배우자가 출생인을 어떻게 알고 있는지를 나타낸다.
- 두 번째 하우스는 출생인의 배우자의 여덟번째 하우스이며 출생인이 배우자와 공유하는 성교와 자산을 포함하는 것과 관계된다.
- 세 번째 하우스는 출생인의 배우자의 아홉번째 하우스이며 배우자의 강거리 여행과 윤리관과 관계된다.
- 네 번째 하우스는 출생인의 배우자의 열번째 하우스이며 배우자의 직업과 사회적 지위 그리고 아버지상, 상사 그리고 지주와 관련된다.
- 다섯 번째 하우스는 출생인의 배우자의 열한번째 하우스이며 배우자의 모임과 공동체와 같은 단체의 동료와 연관된다.
- 여섯번째 하우스는 출생인의 배우자의 열두 번째 하우스이며 배우자의 근심과 업보적 문제, 신경증, 자기파멸 그리고 비밀의 적과 관련된다.

## 같이 보기
- 출생 점성술
- 하우스
- 모서리의 하우스
- 연속의 하우스
- 마침의 하우스